# Chuck Palumbo
Charles Ronald Palumbo (West Warwick (Rhode Island), 15 juni 1971), beter bekend als Chuck Palumbo, is een voormalig Amerikaans professioneel worstelaar die worstelde in de World Wrestling Entertainment (WWE).
Palumbo werd ontheven van zijn WWE contract op 7 november 2008.

## Worstelcarrière
- Afwerking bewegingen
  - Backbreaker rack
  - Full Throttle (Overhead gutwrench flipped sideways into an inverted flapjack)
  - Italian Drop (Scoop lift thrown into a Samoan drop)
  - Jungle Kick (WCW) / Superkick (WWF/E)

- Kenmerkende bewegingen
  - Chuck Deluxe (Overhead belly to belly suplex)
  - Discus elbow smash
  - Diving shoulder block
  - Padlock (Inverted Boston crab)
  - Running big boot
  - Super shoulderbreaker
  - Turnbuckle powerbomb

- Managers
  - Kevin Nash
  - Torrie Wilson
  - Rico
  - Michelle McCool

- Bijnamen
  - "The Main Event"
  - "Custom Chucky P"
  - "Chucky's Bride"
  - "K.O. Palumbo"

### Kampioenschappen en prestaties
- Pro Wrestling Illustrated
  - PWI Tag Team of the Year award in 2002 (met Billy)

- World Championship Wrestling
  - WCW World Tag Team Championship (4 keer; 3 keer met Shawn Stasiak en 1 keer met Sean O'Haire)

- World Wrestling Entertainment
  - WWE World Tag Team Championship (2 keer met Billy)

## Extreme Car Hoarders
Sinds maart 2014 is Palumbo te zien samen met Rick Dore (een hotrod- en custom-autobouwer) in het tv-programma "Extreme Car Hoarders" (in de VS "Lords of the Car Hoards"), te zien op Discovery Channel. In dit programma gaan ze bij extreme auto verzamelaars op zoek gaan naar de voor de verzamelaar zijn/haar favoriete auto, om die dan geheel op te knappen. Hierbij krijgen ze hulp  van Joe Petralia (ook wel "The Money" genoemd) die dan probeert om een deel, onderdelen of de gehele collectie van de verzamelaar te verkopen zodat Chuck en Rick het kapitaal hebben om de auto te kunnen opknappen.